# Royal Antwerp Football Club
El Royal Antwerp Football Club (en español, Real Amberes) es un club de fútbol belga, de la ciudad de Amberes en la provincia homónima. Fue fundado el 19 de abril de 1880 y cuando se establecieron los números de matrícula en la Real Asociación Belga de fútbol, recibió el n.º 1 como club más antiguo. Actualmente juega en la Primera División de Bélgica.

## Historia
El club nace en 1880 bajo el nombre Antwerp Cricket Club, siguiendo el ejemplo del Brussels Cricket Club (fundado en 1875). Se practicaban diferentes deportes como el tenis y el cricket principalmente en verano, mientras que el fútbol y el rugby se jugaban en invierno, hasta 1887 cuando la sección de fútbol se afianzó. 

### Primeros y últimos títulos (1929-1954)
El club logra su primer título ante Beerschot tras quedar empatados en la tabla de posiciones, se tuvo que llegar a un partido de desempate donde se impone 2-0, a la temporada siguiente logró una buena campaña sin embargo quedó a dos puntos del título por detrás del Cercle Brugge. Logra su segundo título en la temporada siguiente imponiéndose ante Malinas; en las siguientes temporadas no pudo repetir el éxito hasta 1944 adelante del RSC Anderlecht a la temporada siguiente quedó suspendida por la batalla de las Ardenas, en 1955 queda detrás del Anderlecht sin embargo consigue la Copa Bélgica, pero no fue hasta la temporada 1957 cuando logra su último título ante RSC Anderlecht y se clasifica por primera vez a la Copa de Campeones de Europa 1957-58.

### Copa de Campeones de Europa 1957-58
Tuvo una corta participación en la copa de campeones como campeón de Bélgica. Pasó directamente a los octavos de final donde se enfrentó al Real Madrid quedando en casa 2-1 y de visita 6-0.

### Mal momento y Llegada de Guy Thys (1958-1975)
Tras las temporadas 1958 y 1963 donde fue un fracaso tras quedar segundo llegó un mal momento tras descender y tener un corto paso por la segunda división, en 1968 contrata a su nuevo directivo técnico Guy Thys que mejoró el momento del club y así club y así alcanza participar en la Copa UEFA de 1974 y 1975.
*En 1974 pasó treintaidosavos de final tras jugar ante Sturm Graz tras quedar de Ida 2:1 y Vuelta 0:1 logrando clasificar por la regla de goles de visita, logrando llegar a dieciseisavos de final contra el Ajax donde de Ida quedó 0:1 y de Vuelta 2:1 pero quedó eliminado por la regla de goles de visita.
*En 1975 treintaidosavos de final jugó contra el Aston Villa donde quedó Ida 4:1 y Vuelta 1:0 pero volvió a ser eliminado en dieciseisavos de final contra el Śląsk Wrocław Ida 1:1 y Vuelta 2:1.

### Años 1980 a 1998
En 1980 fue el centenario del club sin embargo este no afectó el mal momento que pasaba el club, entre 1980 y 1989 no lograba quedar en puesto de Copa UEFA, hasta 1989 donde logra ubicarse en el 4 lugar y logra participar en este certamen donde tuvo una importante participación comenzando en los treintaidosavos de final Levski Sofia En la Ida 0:0 y en la Vuelta el club búlgaro ganaba, sin embargo el club logra empatarle y obligar los tiempos suplementarios donde marca un gol más y así quedar 3:4 en los dieciseisavos le tocó jugar contra Dundee United quedando en la ida 4:0 y en la vuelta 2:3 y logró así su pase a los octavos de final contra el Stuttgart en la ida 1;0 y en la vuelta 1:1 y así logra acceder a los cuartos de final contra el Köln en la ida 2:0 y en la vuelta 0:0, a la temporada siguiente quiso repetir su participación en este certamen quedando emparejado en los treintaidosavos de final contra el club húngaro Ferencvárosi en la ida quedó 0:0 sin embargo en la vuelta 1:3 después de los tiempos suplementarios.
En 1992 logra romper una mala racha sin títulos en la Copa Bélgica de aquel año, disputando la final contra RKV Malinas quedando finalmente 2-2 llegando a los penales donde quedó 9-8 y así terminar la mala racha de títulos, y así logra su participación en la Recopa de Europa 1992-93 en los dieciseisavos de final le tocó jugar contra Glenavon quedando en la vuelta e ida 1:1 se fueron a penales finalmente quedando 1-3 clasificando a los octavos de final, contra Admira Wacker en la ida 2-4 y en la vuelta 4:3 pasando a los cuartos de final contra el Steaua Bucarest en la ida 0:0 y vuelta 1:1 logrando clasificar por goles de visita, llegando a las semifinales donde se enfrentó contra Spartak Moscú en la ida 1:0 y en la vuelta 1:3 y logra llegar a la final enfrentándose contra el Parma en un único partido quedando 1-3 quedando subcampeones, después de eso tenía regulares campañas pero en 1998 queda último y así logra su peor posición en la liga de Bélgica desciende.

### Corto tiempo en Primera División(2000-2004)
En la temporada 2000 logra ascender pero tras su pobres campañas ubicándose entre los puestos 12 y 14 vuelve a descender a la Segunda División de Bélgica en el 2004 después de caer en casa (1-2) contra el Sint-Truidense quedando con 27 puntos y fue matemáticamente descendido.

### Retorno a Primera División en 2017
El club  asciende a Primera división después de su victoria ante el KSV Roeselare 11 de marzo de 2017, tras 13 años en Segunda. En 2020 logra clasificar a la UEFA Europa League tras derrotar 1-0 al Club Brujas en la final de la Copa de Bélgica.

## Rivalidades
Royal Antwerp tiene una fuerte rivalidad con sus vecinos del Beerschot AC (ahora K Beerschot VA). Aunque en la primera década del siglo XX casi no se enfrentaron en liga, cuando lo hacen suele haber disturbios. Royal Antwerp es a menudo visto como un club con un apoyo de todas las clases sociales y diverso en la ciudad mientras que Beerschot tiene o bien un fuerte apoyo de la clase trabajadora o de la clase alta, localizada en el sur de Amberes.
Antwerp también ha desarrollado una gran rivalidad con el Club Brujas. Una menor rivalidad regional con KV Mechelen, aunque existe un respeto mutuo debido a que comparten un odio hacia el Beerschot.

## Entrenadores
- Alfred Verdyck (1919-30)
- Victor Löwenfeldt (1930-32)
- Jules Delausnay (1932-34)
- John Less (1934)
- Ignác Molnár (1934-36)
- Victor Löwenfeldt (1936-38)
- Fernand Wertz (1938-39)
- Auguste Pelsmaeker (1941-44)
- Auguste Pelsmaeker (1945-49)
- Jean De Clercq y  Richard Gedopt (1949-53)
- Harry Game (1953-60)
- Viktor Havlicek (1960-61)
- Carl Hummenberger (1961-64)
- Gust Hofman y  Jean Fraipont (1964-65)
- Hubert D'Hollander (1965)
- Harry Game (1965-68)
- Robert Maertens (1968-70)
- Louis Cautreels (1970-71)
- Pál Csernai (1971-72)
- Edward Wauters y  Domien Simons (1972)
- Urbain Braems (1972-73)
- Guy Thys (1973-76)
- Jef Vliers (1976-77)
- Ladislav Novak (1977-79)
- Edward Wauters y  Staf van Den Bergh (1979-80)
- Dimitri Davidović (1980-83)
- Jean Dockx (1983-84)
- Arie Haan (1984-85)
- Leon Nollet (1985-86)
- Georg Keßler (1986-89)
- Dimitri Davidović (1989-91)
- Jaak De Wit y  Danny Koekelcoren (1991)
- Walter Meeuws (1991-93)
- Urbain Haesaert (1993-95)
- László Fazekas (1995)
- Ratko Svilar (1995-96)
- Georg Keßler (1996-98)
- Ratko Svilar (1998)
- Regi Van Acker (1998-01)
- Wim De Coninck (2001-02)
- Henk Houwaart (2002-03)
- René Desaeyere (2003)
- Dojčin Perazić (2003-04)
- Marc Grosjean (2004)
- Jerko Tipurić (2004-05)
- Regi Van Acker (2005-06)
- Warren Joyce (2006-08)
- Dimitri Davidović (2008-09)
- Ratko Svilar (2009)
- Colin Andrews (2009-10)
- Bart De Roover (2010-11)
- Bart Wilmssen (2011-12)
- Dennis van Wijk (2012-13)
- Jimmy Floyd Hasselbaink (2013-14)
- Richard Stricker (2014-15)
- David Gevaert (2015)
- Frederik Vanderbiest (2015-16)
- David Gevaert (2016)
- Wim De Decker (2016-17)
- László Bölöni (2017-20)[4]
- Ivan Leko (2020)
- Franky Vercauteren (2021-22)
- Mark van Bommel (2022-24)
- Jonas De Roeck (2024-25)
- Andries Ulderink (2025-presente)

Fuente: 

## Participaciones en competiciones internacionales de la UEFA

### Por competencia
| Torneo                             | TJ | PJ | PG | PE | PP | GF  | GC  | DG  | Puntos |
| ---------------------------------- | -- | -- | -- | -- | -- | --- | --- | --- | ------ |
| Liga de Campeones de la UEFA       | 2  | 9  | 2  | 0  | 7  | 7   | 25  | -18 | 3      |
| Liga Europa de la UEFA             | 11 | 50 | 17 | 10 | 23 | 72  | 83  | -11 | 61     |
| Recopa de Europa de la UEFA        | 1  | 9  | 2  | 4  | 3  | 14  | 14  | 0   | 10     |
| Copa Intertoto de la UEFA          | 1  | 4  | 2  | 1  | 1  | 7   | 7   | 0   | 7      |
| Liga Europa Conferencia de la UEFA | 1  | 6  | 3  | 2  | 1  | 9   | 5   | +4  | 11     |
| Total                              | 16 | 71 | 24 | 17 | 30 | 103 | 117 | -14 | 89     |

| Competicion UEFA | Competicion UEFA                   | Competicion UEFA | Competicion UEFA    | Competicion UEFA | Competicion UEFA | Competicion UEFA        |
| Temporada        | Torneo                             | Ronda            | Club                | Casa             | Fuera            | Global                  |
| ---------------- | ---------------------------------- | ---------------- | ------------------- | ---------------- | ---------------- | ----------------------- |
| 1957–58          | Copa de Europa                     | 1R               | Real Madrid         | 1–2              | 0–6              | 1–8                     |
| 1964–65          | Copa de Ferias                     | 1R               | Hertha BSC          | 2–0              | 1–2              | 3–2                     |
| 1964–65          | Copa de Ferias                     | 2R               | Athletic Bilbao     | 0–1              | 0–2              | 0–3                     |
| 1965–66          | Copa de Ferias                     | 1R               | Glentoran           | 1–0              | 3–3              | 4–3                     |
| 1965–66          | Copa de Ferias                     | 2R               | Barcelona           | 2–1              | 0–2              | 2–3                     |
| 1966–67          | Copa de Ferias                     | 1R               | Union Luxembourg    | 1–0              | 1–0              | 2–0                     |
| 1966–67          | Copa de Ferias                     | 2R               | Kilmarnock          | 0–1              | 2–7              | 2–8                     |
| 1967–68          | Copa de Ferias                     | 1R               | Göztepe Izmir       | 1–2              | 0–0              | 1–2                     |
| 1974–75          | Copa de la UEFA                    | 1R               | Sturm Graz          | 1–0              | 1–2              | 2–2 (goles a domicilio) |
| 1974–75          | Copa de la UEFA                    | 2R               | Ajax                | 2–1              | 0–1              | 2–2 (goles a domicilio) |
| 1975–76          | Copa de la UEFA                    | 1R               | Aston Villa         | 4–1              | 1–0              | 5–1                     |
| 1975–76          | Copa de la UEFA                    | 2R               | Śląsk Wrocław       | 1–1              | 1–2              | 2–3                     |
| 1983–84          | Copa de la UEFA                    | 1R               | Zürich              | 4–2              | 4–1              | 8–3                     |
| 1983–84          | Copa de la UEFA                    | 2R               | Lens                | 2–3              | 2–2              | 4–5                     |
| 1988–89          | Copa de la UEFA                    | 1R               | 1. FC Köln          | 2–4              | 1–2              | 3–6                     |
| 1989–90          | Copa de la UEFA                    | 1R               | Levski Sofia        | 4–3              | 0–0              | 4–3                     |
| 1989–90          | Copa de la UEFA                    | 2R               | Dundee United       | 4–0              | 2–3              | 6–3                     |
| 1989–90          | Copa de la UEFA                    | 3R               | VfB Stuttgart       | 1–0              | 1–1              | 2–1                     |
| 1989–90          | Copa de la UEFA                    | 1/4              | 1. FC Köln          | 0–0              | 0–2              | 0–2                     |
| 1990–91          | Copa de la UEFA                    | 1R               | Ferencváros         | 0–0              | 1–3              | 1–3                     |
| 1992–93          | Recopa de Europa                   | 1R               | Glenavon            | 1–1              | 1–1              | 1–1                     |
| 1992–93          | Recopa de Europa                   | 2R               | Admira Wacker       | 3–4              | 4–2              | 7–6                     |
| 1992–93          | Recopa de Europa                   | 1/4              | Steaua București    | 0–0              | 1–1              | 1–1 (goles a domicilio) |
| 1992–93          | Recopa de Europa                   | Semifinal        | Spartak Moscow      | 3–1              | 0–1              | 3–2                     |
| 1992–93          | Recopa de Europa                   | Final            | Parma               | 1–3              | 1–3              | 1–3                     |
| 1993–94          | Copa de la UEFA                    | 1R               | Marítimo            | 2–0              | 2–2              | 4–2                     |
| 1993–94          | Copa de la UEFA                    | 2R               | Austria Salzburg    | 0–1              | 0–1              | 0–2                     |
| 1994–95          | Copa de la UEFA                    | 1R               | Newcastle United    | 0–5              | 2–5              | 2–10                    |
| 2019–20          | Liga Europa de la UEFA             | 3Q               | Viktoria Plzeň      | 1–0              | 1–2              | 2–2                     |
| 2019–20          | Liga Europa de la UEFA             | Play-off         | AZ                  | 1–1              | 1–4              | 2–5                     |
| 2020–21          | Liga Europa de la UEFA             | Fase de grupos   | Tottenham Hotspur   | 1–0              | 0–2              |                         |
| 2020–21          | Liga Europa de la UEFA             | Fase de grupos   | LASK                | 0–1              | 2–0              |                         |
| 2020–21          | Liga Europa de la UEFA             | Fase de grupos   | Ludogorets Razgrad  | 3–1              | 2–1              |                         |
| 2020–21          | Liga Europa de la UEFA             | R32              | Rangers             | 3–4              | 2–5              | 5–9                     |
| 2021–22          | Liga Europa de la UEFA             | Play-off         | Omonia              | 2–0 (pro.)       | 2–4              | 4–4 (goles a domicilio) |
| 2021–22          | Liga Europa de la UEFA             | Fase de grupos   | Olympiacos          | 1–0              | 1–2              |                         |
| 2021–22          | Liga Europa de la UEFA             | Fase de grupos   | Eintracht Frankfurt | 0–1              | 2–2              |                         |
| 2021–22          | Liga Europa de la UEFA             | Fase de grupos   | Fenerbahçe          | 0–3              | 2–2              |                         |
| 2022–23          | Liga Europa Conferencia de la UEFA | 2Q               | Drita               | 0−0              | 2–0              | 2–0                     |
| 2022–23          | Liga Europa Conferencia de la UEFA | 3Q               | Lillestrøm          | 2–0              | 3–1              | 5–1                     |
| 2022–23          | Liga Europa Conferencia de la UEFA | Play-off         | İstanbul Başakşehir | 1–3              | 1−1              | 2–4                     |
| 2023–24          | Liga de Campeones de la UEFA       | Play-off         | AEK Athens          | 1–0              | 2–1              | 3–1                     |
| 2023–24          | Liga de Campeones de la UEFA       | Fase de grupos   | Barcelona           | 0–5              | 3-2              |                         |
| 2023–24          | Liga de Campeones de la UEFA       | Fase de grupos   | Shakhtar Donetsk    | 2–3              | 0-1              |                         |
| 2023–24          | Liga de Campeones de la UEFA       | Fase de grupos   | Porto               | 1–4              | 0–2              |                         |

## Palmarés

### Torneos nacionales (10)
- Primera División de Bélgica (5): 1929, 1931, 1944, 1957, 2022-23.
- Copa de Bélgica (4): 1955, 1992, 2019-20, 2022-23.
- Supercopa de Bélgica (1): 2023.
- Segunda División de Bélgica (2): 2000, 2017

### Torneos internacionales
- Subcampeón de la Recopa de Europa en la temporada 1992-93.